# Myersinella belodon
Myersinella belodon är en hjuldjursart som först beskrevs av Harry K. Harring och Myers 1928.  Myersinella belodon ingår i släktet Myersinella och familjen Dicranophoridae. Inga underarter finns listade i Catalogue of Life.